# Kliton Bozgo
Kliton »Toni« Bozgo, albanski nogometaš, * 5. december 1971, Gjirokastër, Albanija.

## Klubska kariera
V svoji karieri je igral za oba največja slovenska kluba, NK Maribor in NK Olimpija.
Poseben pečat je pustil v NK Maribor, kjer še danes velja za enega najboljših napadalcev, ki so igrali za ta klub. Skupno je dosegel 108 golov za vijolice, s čimer je na 3. mestu večne lestvice klubskih strelcev v zgodovini kluba in na 2. mestu strelcev po osamosvojitvi Slovenije leta 1991.
Dvakrat je bil najboljši strelec 1. SNL. To je bilo v sezoni 1999-2000 (24 golov) in v sezoni 2004-05 (18 golov). V sezoni 1999-2000 je z NK Maribor igral tudi v elitni Ligi Prvakov.
Skupno je odigral 207 tekem v 1. SNL in zabil 109 golov.
V času, ko je bil v ND Mura 05 je imel tudi vlogo pomočnika trenerja Edina Osmanovića.
Trenutno je pomočnik trenerja Edina Osmanovića v Aluminiju in trener Slovenske reprezentance U15.

## Mednarodna kariera
Bozgo je nekdanji član albanske nogometne reprezentance, za katero je zbral 13 nastopov.